# Cebrio carrenii
Cebrio carrenii é uma espécie de insetos coleópteros polífagos pertencente à família Elateridae.
A autoridade científica da espécie é Graells, tendo sido descrita no ano de 1846.
Trata-se de uma espécie presente no território português.